# G.N. Ramachandran
Gopalasamudram Narayana Iyer Ramachandran (Ernakulam, 8 de outubro de 1922 – Chennai, 7 de abril de 2001) foi um físico hindiano, que mostrou que os aminoácidos estão limitados a um número finito de conformações. Usou modelos computacionais de polipeptídeos pequenos para variar sistematicamente os ângulos phi e psi com o objetivo de encontrar as conformações associadas aos mínimos de energia. Sobre a base destes resultados criou o gráfico que leva seu nome (Gráfico de Ramachandran).